# Глуон
Глуони (енг. gluon, од glue: лепак које долази од франц. glu: лепак [од имеле] и каснолат. glus, генитив glutis, за клас. лат. gluten; ознака g) су елементарне честице који посредују између кваркова повезаних јаком интеракцијом. Глуони су безмасене ненаелектрисане бозонске честице спина 1. Јављају се у 8 врста од којих свака може бити у 3 боје, тј. постоје 24 различита типа глуона. Глуони су преносиоци јаке интеракције између кваркова, слично као што су фотони преносиоци електромагнетне интеракције између наелектрисаних честица. Кваркови повезани глуонима чине хадроне, као што су протони, неутрони и други.

## Објашњење
Познато је да се атомско језгро атома састоји од протона и неутрона, честица за које се зна да су изграђене од кваркова. Будући да су неутрони честице без електричног набоја, протони се, због позитивног набоја и мале удаљености између њих, одбијају великом електричном силом, али ипак се језгра атома не распадају. Поставља се питање зашто је то тако. Разлог томе је што је јака нуклеарна сила између кваркова у једном протону и кваркова у другом протону довољно велика да надјача одбојну електромагнетску силу између њих. Зато се језгро атома држи на окупу. Елементарне честице одговорне за јаку нуклеарну силу, то јест силу која делује између кваркова називају се глуонима.
Глуони, баш као и кваркови, су честице које имају боју. Кваркови размењују глуоне у јаком међуделовању и стварају врло јако поље силе боје које држи кваркове заједно. Када се кваркови удаље један од другог, поље силе боје постане јаче. Приликом међусобне размене глуона кваркови стално мењају боју. Будући да размена глуона мења боју кваркова и будући да је боја очувана „величина”, може се замислити да глуони, за разлику од кваркова, носе боју и антибоју. Постоји 8 различитих комбинација боје и антибоје које глуони могу носити. Тако на пример, ако зелени кварк емитује зелени – антиплави глуон, кварк мора променити боју у плаву јер укупна боја мора остати зелена. Након емисије глуона, плава боја кварка се поништи са антиплавом бојом глуона и преостала боја је зелена боја кварка. Слика приказује Фајнманов дијаграм за међуделовање (интеракцију) између кваркова.
Кваркови унутар хадрона емитују или апсорбирају велики број глуона у јединици времена, тако да не постоји могућност да се опази боја појединачног кварка. Боја кваркова у хадронима се мења тако да је укупна боја у сваком тренутку неутрална.

## Историја
Постојање глуона је експериментално потврђено 1979. године у електронском синхротрону DESY у Хамбургу у Немачкој. Откриће глуона утицало је на утемељивање квантне хромодинамике (QCD), теорије о јакој интеракцији. Основи те теорије су постављени 1973. године, за шта су Дејвид Грос, Хју Дејвид Полицер и Френк Вилчек добили Нобелову награду за физику 2004. године.

## Интеракција између кваркова и глуона
За разлику од свих других интеракција (електромагнетне, слабе и гравитационе), код јаке интеракције је другачије и необично то да на ниским температурама и при малим густинама, што су кваркови даље један од другог, јачина везе између њих расте. Ова особина јаке интеракције је разлог зашто слободни кваркови не постоје у природи.
На јако високим температурама и густинама кваркови и глуони чине кварк-глуонску плазму. На основу Теорије Великог праска, у милионитом делу секунде након великог праска, материја је била јако врела и јако густа, тако да се универзум састојао од кварк-глуонске плазме. Кварк-глуонска плазма се, такође, претпоставља да постоји у неутронским звездама.
Прва експериментално произведена кварк-глуонска плазма изведена је на акцелератору честица RHIC у лабораторији у Брукхејвену у Њујорку 2000. године, иако су претходно постојали покушаји да се она проузведе на акцелератору у CERN-у. Овако произведена кварк-глуонска плазма има јако кратак век трајања, реда величина {\displaystyle 10^{-23}s}, након чега кваркови и глуони постају довољно хладни да формирају материју у виду елементарних честица.

## Бозон
Бозон (по Ш. Н. Бозеу) је субатомска честица целобројнога спина која се подвргава Бозе-Ајнштајновој статистици. Групи бозона припадају фотони, глуони, W-бозони, Z-бозони, Хиггсови бозони, гравитони, мезони и сложеније честице које садрже парни број фермиона, на пример атомска језгра деутеријума (²H) јер имају спин 1 и атомске језгре хелијума (4) јер имају спин 0. Елементарни бозони су преноситељи темељних међуделовања (фундаменталних интеракција).
Према стандардном моделу, с обзиром на вредност спина, све елементарне честице деле се у две велике групе: фермионе и бозоне. У фермионе спадају елементарне честице које изграђују сву познату материју у свемиру, док у бозоне спадају елементарне честице које се називају баждарни бозони. То су бозони који немају унутрашњу структуру, у потпуности су елементарни и дефинишу се као честице преносници 3 темељне силе природе (јака нуклеарна сила, слаба нуклеарна сила и електромагнетна сила), не рачунајући гравитацију.
| Бозон        | Ознака | Античестица | Електрични набој | Спин | Маса (2) |
| ------------ | ------ | ----------- | ---------------- | ---- | -------- |
| фотон        | γ      | сам себи    | 0                | 1    | 0        |
| W-бозон      | W-     | W+          | -1               | 1    | 80,38    |
| -бозон       |        | сам себи    | 0                | 1    | 91,19    |
| глуон        |        | сам себи    | 0                | 1    | 0        |
| Хигсов бозон | 0      | сам себи    | 0                | 0    | 125,09   |
| гравитон     |        | сам себи    | 0                | 2    | 0        |